# Lonbraz Kann
Pour plus de détails, voir Fiche technique et Distribution.
Lonbraz Kann (également connu sous le titre de Sugarcane Shadows) est un film franco- 
mauricien réalisé par David Constantin, sorti en 2014.

## Synopsis
L'histoire suit la fermeture d'une usine sucrière et les effets sur les résidents locaux.

## Fiche technique
- Titre : Lonbraz Kann
- langue du titre : Créole mauricien
- Réalisation : David Constantin
- Scénario : Sabrina Compeyron, David Constantin
- Montage : Morgane Spacagna
- Photographie : Sabine Lancelin
- Producteur : Fred Eyriey
- Production : Caméléon Production, Lithops Films, Atopic
- Distribution : Invesco
- Pays d'origine :  Maurice,  France
- Durée : 88 minutes
- Genre : drame
- Dates de sortie : 10 février 2014

## Distribution
- Danny Bhowaneedin
- Raj Bumma
- Nalini Aubeeluck
- Jean Claude Catheya
- Jérôme Boulle
- Bernard Li Kwong Ken

## Accueil

### Diffusion
Le film a été présenté en première au Festival international du film d'Afrique et des îles de La Réunion le 2 octobre 2014. Il a également été projeté dans divers festivals internationaux, dont le Festival international du film francophone de Namur, le Festival International du Film de Zanzibar et le Seattle International Film Festival.

## Distinctions
En 2015, Le film reçoit le prix du meilleur scénario au Festival international du film de Durban Ainsi que deux prix aux Africa Movie Academy Awards du meilleur son et de la meilleure photographie.
- Festival international du film de Durban
  - meilleur scénario
- Africa Movie Academy Awards
  - meilleur son
  - la meilleure photographie